# Sabicas
Agustín Castellón Campos (Pamplona, 16 de março de 1912 - Nova York, 14 de abril de 990), mais conhecido como Sabicas, foi um violonista e professor de violão espanhol de origem cigana, creditado como promotor da internacionalização do flamenco. O resultado desta internacionalização fez emergir a fusão do flamenco com outras correntes musicais. Por conta disso, é considerado, juntamente com Ramón Montoya, um dos pilares fundamentais da guitarra flamenca. Como intérprete, Sabicas marcou uma viragem na técnica de tocar guitarra flamenca ao introduzir novos conceitos na execução, destacando-se pela velocidade e limpeza e pela técnica da mão direita.
Sabicas morreu aos 78 anos em um hospital em Nova York, de complicações de pneumonia e múltiplos derrames.

## Documentário
El Fabuloso Sabicas é um documentário sobre o artista dirigido por Pablo Calatayud e produzido por Toni Sasal. Foi realizado em 2012 pela empresa 'En Clave Audiovisual', de Pamplona (cidade natal do maestro) e é coproduzido pela TVE. 'El fabuloso Sabicas' cobre rigorosamente a vida e a carreira artística de Sabicas, dando uma visão global da importância e relevância do maestro, suas contribuições e a maneira como ele revolucionou o toque flamenco, com base em entrevistas com os principais especialistas, artistas e também familiares. O documentário de noventa minutos contém material inédito do artista.

## Discografia parcial
A seguir está uma lista parcial de LPs gravados por Sabicas. Alguns, mas não todos, foram relançados em CD ou MP3, muitos sob títulos diferentes. Algumas datas são provisórias, já que muitos LPs (Decca em particular) não traziam data (ou traziam a data de reedição). As muitas antologias não estão listadas.
- 1949 Flamencan Guitar Solos
- 1957 Sabicas Vol. 1 (CD = La Guitarra Flamenca)
- 1957 Sabicas Vol. 2 (CD = La Guitarra Flamenca)
- 1958 Sabicas Vol. 3
- 1958 Gypsy Flamenco
- 1958 The Day of the Bullfight
- 1958 Romantic Guitars (com Mario Escudero. CD = Masters of the Spanish Guitar)
- 1959 Flamenco! (com Carmen Amaya)
- 1959 Queen of the Gypsies (com Carmen Amaya. MP3 = The Best of Carmen Amaya)
- 1959 Flamenco Puro
- 1959 Serenata Andaluza
- 1959 Solo Flamenco
- 1959 Fantastic Guitars (com Mario Escudero)
- 1960 Festival Gitana (com Los Trianeros)
- 1960 Flamenco Fantasy (CD = Adios a la guitarra. MP3 also available under the original title)
- 1960 Furioso (com Dolores Vargas)
- 1960 Soul of Flamenco
- 1960 Flamenco Variations on Three Guitars
- 1961 Flamenco Virtuoso
- 1961 Rhythms of Spain
- 1961 Flamenco Styles (com Mario Escudero)
- 1961 El Terremoto Gitano (com Dolores Vargas)
- 1962 Concierto en Flamenco (com orchestra)
- 1963 Flamenco Reflections
- 1963 Flaming Flamenco Guitar
- 1965 El Rey del Flamenco
- 1967 Flamenco Fever
- 1967 Guitars of Passion
- 1968 Artistry in Flamenco
- 1969 3 Guitarras Tiene Sabicas
- 1969 Arte Gitano
- 1969 La Historia del Flamenco (com muitos cantores. CD = Sabicas, RCA ND 74612)
- 1969 La Guitarra de Sabicas
- 1970 Rock Encounter with Joe Beck (com Joe Beck) (gravado em 1966)
- 1971 The Soul of Flamenco and the Essence of Rock
- 1972 Flamenco!!
- 1972 ¡¡Olé!! (com Adela la Chaqueta)
- 1972 Sabicas in Concert (CD = Concierto Vol. 2)
- 1972 Fiesta Flamenca (com varios cantores)
- 1976 The Art of the Guitar
- 1990 Nueva York-Granada (com Enrique Morente)
- 2014 Al compás de mi guitarra (coletânea)